# Puchar Polski w hokeju na lodzie 1969/1970
Puchar Polski w hokeju na lodzie mężczyzn 1969/1970 – 2. edycja rozgrywek o Puchar Polski, zorganizowana przez Polski Związek Hokeja na Lodzie i przeprowadzona na przełomie lat 1969 i 1970. W rozgrywkach zwyciężyła drużyna GKS Katowice.
Pierwotnie planowano początek tej edycji na listopad 1969, gdy trwała jeszcze edycja PP 1968/1969.

## 1/8 finału
Od fazy 1/8 finału do 1/2 finału obowiązywał w rywalizacji mecz i rewanż. Mecze rozgrywano w dniach 3–5 listopada 1970 roku.
- Zagłębie Sosnowiec – Podhale Nowy Targ 6:2
- Podhale Nowy Targ – Zagłębie Sosnowiec 4:3 (1:1, 2:1, 1:1)
- Górnik Murcki – Cracovia 6:4
- Pomorzanin Toruń – Legia Warszawa 3:2
- Legia Warszawa Pomorzanin Toruń 7:9 (1:1, 3:5, 3:3)
- Odra Opole – GKS Katowice 1:14

## 1/4 finału
Mecze rozgrywano w dniach 10–11 listopada 1970 roku.
- Naprzód Janów – Baildon Katowice 7:2 (5:0, 0:0, 2:2), Baildon Katowice – Naprzód Janów 5:2 (2:1, 2:0, 1:1)
- Górnik Murcki – Polonia Bydgoszcz 2:9, Polonia Bydgoszcz – Górnik Murcki 10:5 (4:0, 3:1, 3:4)
- Pomorzanin Toruń – Zagłębie Sosnowiec  1:4 (0:1, 1:2, 0:1),  – Zagłębie Sosnowiec - Pomorzanin Toruń (walkower, hokeiści Pomorzanina nie przyjechali na mecz do Sosnowca)
- GKS Katowice – Boruta Zgierz (walkower dla GKS Katowice, Boruta wycofała się z rozgrywek)

## 1/2 finału
Mecze rozgrywano w dniach 12–20 grudnia 1970 roku.
- 12.12/20.12: Baildon Katowice – Polonia Bydgoszcz 6:4 (1:0, 5:1, 0:3), Polonia Bydgoszcz – Baildon Katowice 6:7 (0:3, 2:2, 4:2)
- 16.12/20.12: GKS Katowice – Zagłębie Sosnowiec 4:1, Zagłębie Sosnowiec – GKS Katowice 3:5 (1:3, 0:1, 2:1)

## Finał
W finale Pucharu Polski w sezonie 1969/1970 zmierzyły się dwie drużyny z Katowic: GKS i Baildon, które uzyskały awans 20 grudnia 1970. Rozegrano dwa mecze finałowe. Ze względu na obłożone terminy finał rozegrano w kwietniu 1971 roku, a nie jak pierwotnie planowano w grudniu 1970. W pierwszym meczu rozegranym 7 kwietnia 1971 na Torkacie GKS wygrał z Baildonem 4:3. W meczu rewanżowym rozegranym 8 kwietnia 1971 w hali przy Rondzie, Baildon zremisował z GKS-em 3:3. Puchar Polski zdobył GKS Katowice, który w dwumeczu okazał się lepszym zespołem od Baildonu Katowice.
| 1971-04-07 | GKS Katowice | 4:3 | Baildon Katowice | Torkat, Katowice |

| Godzina: 18:00 | Andrzej Fonfara '43 Andrzej Fonfara '59 Jerzy Olesiński '35 Ryszard Piechuta '40 | (0:2, 2:1, 2:0) | 2' Feliks Góralczyk 18' Karol Żurek 27' Manfred Prudło |  |
| Godzina: 18:00 | ? min.                                                                           |                 | ? min.                                                 |  |

| 1971-04-08 | Baildon Katowice | 3:3 | GKS Katowice | Hala Baildon, Katowice |

| Godzina: 18:00 |        | (0:1, 1:0, 2:2) |        |  |
| Godzina: 18:00 | ? min. |                 | ? min. |  |

## Skład triumfatorów
Kadra zespołu GKS Katowice:
- Mirosław Brzoza, Andrzej Fonfara, Waldemar Gabriel, Eugeniusz Kaczmarek, Maksymilian Lebek, Tadeusz Malicki, Jerzy Olesiński, Ryszard Piechuta, Piotr Przyklenk, Henryk Reguła, Antoni Siemiński, Zygmunt Stalmach, Andrzej Tkacz, Jan Wróbel. Trener: Emil Nikodemowicz.